# Dia (měsíc)
Dia (též Jupiter LIII) je jedním z přirozených nepravidelných satelitů planety Jupiter. Byl objeven v roce 2000 skupinou astronomů z Havajské univerzity vedených Scottem S. Sheppardem.

## Objev, původ jména a orbit
Po objevu byl provizně pojmenován jako S/2000 J 11 a 7. března 2015 pojmenován po Dia, dceři Deioneuse a manželce Ixiona. Má v průměru asi 4 km, Jupiter oběhne ve vzdálenosti 12,1 Gm (mil. km) každých 274 dní, s inklinací 28° (k Jupiterovu rovníku) a excentricitou 0,21. Tento měsíc byl zařazen do rodiny Himalia.